# شبكة إبر مصفوفة برقاقة مقلوبة

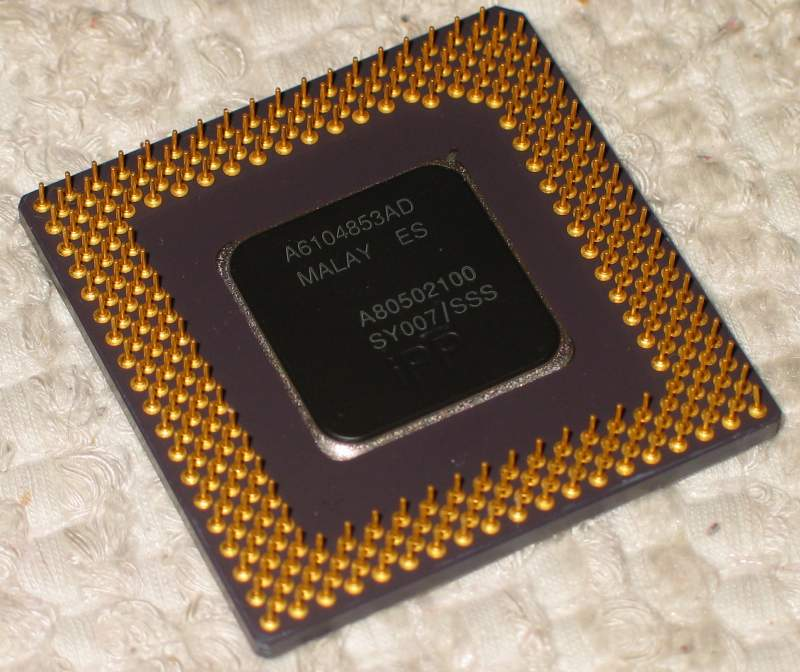

شبكة إبر مصفوفة برقاقة مقلوبة (بالإنجليزية: Flip-chip pin grid array)‏ وهي نوع من شبكة إبر مصفوفة حيث تكون الدارة المتكاملة موصولة من وجهاها الأعلى بوحدة المعالجة مما يكشف أسفلها. ويأمن هذا الأسلوب من التماس مباشر مع المبرد.
إستُخدمة هذه التقنية في بعض وحدات شركة إنتل من نوع بنتيوم 3 و بنتيوم 4 و سيليرون المستخدمة لمقبس 370 و مقبس 478.

## اقرأ أيضا
- شبكة إبر مصفوفة
- شبكة إبر مصفوفة بالخزف
- شبكة إبر مصفوفة بالبلستك العضوي